# Liomys pictus
El ratón espinoso pintado (Liomys pictus) es una especie de roedor de la familia Heteromyidae, nativa de México y el noroccidente de Guatemala.

## Distribución
Su área de distribución se extiende en las zonas costeras de Veracruz y de Sonora hasta Chiapas en México, e incluye el noroccidente de Guatemala. Su rango altitudinal oscila entre las zonas bajas y 1000 m s. n. m.